# 越南北屬時期
越南北属时期（越南语：／?），是指越南历史上被中国朝代统治的时期。越南（古称交州或交趾等）被中国王朝统治开始于前207年的秦朝末年或前111年的西汉时期。这两种说法的争议主要在于如何看待南越国（越南称为趙朝）的地位。从前207年或前111年开始，現代越南的北部在长达千年的时间内几乎连续地被中国统治，直到五代十国时期才走向独立。由于中间存在较短时间的中断，故历史学家将10世纪以前中国对越南的统治划分为三个时期，即第一次北屬時期（前207年或前111年－39年）、第二次北屬時期（43年－544年）和第三次北屬時期（603年–939年）。在五代十国时越南从中国独立后又过了几百年，期間曾抵抗元朝的併吞，之後越南北部再次短暂被中国的明朝所统治，称为安南屬明時期（1407年–1427年），共20年。此后越南再也未被中国统治过，當時清朝曾派大軍來襲又被越南人擊退，雙方和解，維持屬國的獨立地位，直到被法國殖民為止。
中国对越南长达千年的统治对越南留下了重大的影响，包括大量中华文化的输入，尽管越南在历次北属时期，中国实际上只統治过现代越南的北部和中部，而从未管轄过现代越南之南部地区。
越南即使独立后在很长时间内保持与中国的册封关系，并将来自中国的汉字作为其官方文字，同时在很多方面借鉴了古代中国的制度，如科举等，类似于古代朝鲜半岛的情况。不过随着近代民族主义的兴起，这些地区都出现了去中国化运动，最终成为现今的主权独立国家。越南的博物馆也经常完全忽略中国统治时期，跳过了自己历史的大部分时期。

## 另请参见
- 越南歷史
  - 越南第一次北屬時期（前207年或前111年－40年）
  - 越南第二次北屬時期（43年－544年）
  - 越南第三次北屬時期（603年–939年）
  - 安南屬明時期（越南第四次北屬時期，1407年–1427年）
  - 外王内帝